# Nuovo ordine economico internazionale
Il Nuovo Ordine Economico Internazionale (New International Economic Order, NIEO) è una serie di proposte sostenute dai paesi in via di sviluppo per porre fine al colonialismo economico e alla dipendenza attraverso una nuova economia interdipendente. Il principale documento del NIEO riconosce che l'attuale ordine economico internazionale «è stato creato in un periodo in cui la maggior parte dei paesi in via di sviluppo non esistevano come stati indipendenti e che esso perpetua le disuguaglianze». Con lo slogan "Commercio, non aiuti" (Trade not aid), il NIEO auspicava cambiamenti nel commercio, nell'industrializzazione, nella produzione agricola, nella finanza e nel trasferimento tecnologico. L'Assemblea generale delle Nazioni Unite ha adottato la Dichiarazione per la creazione di un nuovo ordine economico internazionale e il suo programma di azione collegato il 1º maggio 1974.

## Storia
L'idea di un nuovo ordine economico internazionale nasce dalle esperienze della decolonizzazione dopo la Seconda guerra mondiale. I nuovi paesi post-coloniali ottennero la sovranità politica ma «sentivano che la loro colonizzazione politica de jure era finita solo per essere rimpiazzata da una colonizzazione economica de facto». Lo sforzo per ottenere un più equo sistema internazionale era motivato anche dalla crescente disuguaglianza delle quote di reddito tra i paesi sviluppati e quelli sottosviluppati, che era più che raddoppiata tra il 1938 e il 1966. Dai suoi esordi nel 1964, la Conferenza delle Nazioni Unite sul commercio e lo sviluppo (UNCTAD), insieme al G77 e al Movimento dei non allineati, è stato il principale spazio di discussione del NIEO. Le tematiche chiave del NIEO includevano sia l'uguaglianza politica sia il diritto all'autodeterminazione, specialmente quando riguardava la sovranità su risorse naturali. Un altro tema fondamentale era il bisogno di un nuovo accordo sulle materie prime e un fondo comune per la stabilizzazione dei prezzi delle materie prime. Ristrutturare il commercio internazionale era importante anche per migliorare la ragione di scambio dei paesi in via di sviluppo, diversificare l'economia di quei paesi attraverso l'industrializzazione, integrarli in aree di libero scambio regionali come la Comunità Caraibica, ridurre i dazi dei paesi sviluppati e altri ostacoli al libero mercato, espandere un generalizzato sistema di preferenze e progettando altri accordi per ridurre le barriere commerciali. Queste proposte per ristrutturare il sistema economico internazionale inoltre cercavano di riformare il sistema di Bretton Woods, del quale avevano beneficiato i paesi che lo avevano proposto - specialmente gli Stati Uniti. Questo insieme di proposte sosteneva che agevolare lo sviluppo economico e ampliare la quota di mercato dei paesi in via di sviluppo avrebbe permesso di sconfiggere problemi globali come la fame in modo più efficace del modello corrente basato su filantropia e cooperazione allo sviluppo. Questo supporto tra i paesi del movimento dei non allineati può essere compreso anche come un'estensione della decolonizzazione con cui erano alle prese molti paesi in via di sviluppo in quel periodo. In questa prospettiva, l'uguaglianza politica ed economica era percepita come un metro di paragone per misurare il successo dei movimenti indipendenti e completare il processo di decolonizzazione.
Nel 1974 l'assemblea generale delle Nazioni Unite adottò la Declaration on the Establishment of a New International Economic Order insieme al programma di azione e formalizzando il concetto tra gli stati coinvolti. Qualche mese più tardi l'assemblea generale adottò anche la Carta dei diritti e doveri economici degli Stati. Da quel momento ci furono molti incontri per realizzare il nuovo ordine economico internazionale. Nel 2018 l'Assemblea generale ha adottato la risoluzione "Verso un nuovo ordine economico internazionale", che riaffermava «il bisogno di continuare a lavorare nella direzione di un nuovo ordine economico internazionale basato sui principi di equità, uguaglianza, interdipendenza, interesse comune, cooperazione e solidarietà tra tutti gli Stati».

## Principi fondamentali
I principi fondamentali del nuovo ordine economico internazionale sono:
1. L'uguaglianza sovrana di tutti gli Stati, con la non-interferenza nei loro affari interni, la loro effettiva partecipazione nella risoluzione dei problemi mondiali, e il diritto di adottare un proprio sistema economico e sociale;
2. La piena sovranità di ogni Stato sulle sue risorse naturali e le altre attività economiche necessarie per lo sviluppo, così come la regolamentazione delle società multinazionali;
3. Una giusta ed equa relazione tra il prezzo delle materie prime e degli altri beni esportati dai paesi in via di sviluppo ei prezzi delle materie prime e degli altri beni esportati dai paesi sviluppati;
4. Un rafforzamento dell'assistenza internazionale, bilaterale e multilaterale, per promuovere l'industrializzazione nei paesi in via di sviluppo tramite, in particolare, l'approvvigionamento di sufficienti risorse finanziarie e opportunità di trasferimento di appropriate tecniche e tecnologie[11].

Le principali riforme richieste dal NIEO sono:
1. Una revisione delle regole del commercio internazionale, specialmente quelle riguardanti le materie prime, i beni alimentari, il sistema di preferenze e reciprocità, gli accordi sulle merci, trasporti e assicurazioni;
2. Una riforma del sistema monetario internazionale e di altri meccanismi finanziari per portarli in linea con le necessità dello sviluppo;
3. Incentivi al trasferimento sia finanziario che tecnologico e assistenza per i progetti di industrializzazione nei paesi in via di sviluppo; l'industrializzazione è essenziale per la diversificazione delle economie che durante il periodo coloniale si focalizzavano su una ristretta gamma di materie prime;
4. Promozione della cooperazione tra i paesi del Sud globale, in vista di una maggiore autonomia individuale e collettiva, una più ampia partecipazione e un maggiore coinvolgimento nel commercio internazionale[11]. Questo tipo di cooperazione è chiamata Cooperazione economica tra paesi in via di sviluppo (Economic Cooperation among Development Countries) che rimpiazzerebbe la dipendenza coloniale con nuove interrelazioni tra i paesi in via di sviluppo basate su commercio, produzione e mercati per costruire un'autosufficienza collettiva[12].

## Eredità
L'eredità del nuovo ordine economico internazionale è ambigua. Parte di esso è stato realizzato, come ad esempio il Codice restrittivo non vincolante per le pratiche commerciali (Restrictive Business Practice Code) adottato nel 1980 e il Fondo comune per le materie prime (Common Found for Commodities) entrato in vigore nel 1989. Inoltre, «la realizzazione del nuovo ordine economico internazionale ha dato l'impulso ai paesi in via di sviluppo nel supportare i negoziati commerciali del Tokyo Round. I critici del WTO continuano a sostenere che in sostanza i paesi in via di sviluppo hanno ottenuto molto poco sia dal Tokyo Round che dall'Uruguay Round». L'adozione della dichiarazione del 1974 e la più recente risoluzione "Verso un nuovo ordine economico internazionale" mantengono le idee del NIEO ben visibili nell'arena politica.
Alcuni giudicano il NIEO come un fallimento. Per esempio, il fallimento delle proposte di un nuovo ordine economico internazionale ha contribuito alla formulazione del "Diritto allo sviluppo" nel 1986. Dagli anni Ottanta in avanti, la struttura di Bretton Woods sarebbe stata sostituita dal Washington consensus e dalla globalizzazione economica, descritti spesso come "neoliberali". L'influenza economica delle multinazionali, anziché essere circoscritta, sarebbe stata ulteriormente aumentata. Il commercio delle materie prime si sarebbe allontanato dai cartelli statali verso mercati sempre più finanziarizzati. La formazione dell'Organizzazione mondiale del commercio e la proliferazione dei trattati di libero scambio avrebbe ridotto gli ostacoli al commercio sulla carta in termini strettamente reciproci.
Il governo degli Stati Uniti respinse la proposta di un nuovo ordine economico internazionale quasi immediatamente. I neoconservatori e i libertariani criticarono il nuovo ordine economico internazionale e le loro posizioni diventarono influenti nel circoli di politica estera statunitensi. Interpretarono l'egualitarismo del NIEO come una pianificazione centralizzata per riallocare le risorse, cosa che avrebbe minacciato la potenza globale degli USA. Per quanto riguarda i meccanismi di allocazione delle risorse, Haggard e Simmons sostengono che
L'economista Harry Johnson criticò il NIEO per l'utilizzo della pianificazione centralizzata e il potere monopolistico per forzare trasferimenti di reddito e ricchezza dai paesi sviluppati. Nella sua visione, imporrei prezzi delle materie prime al di sopra del loro livello naturale di solito riduce il consumo e causa disoccupazione, e il controllo dei prezzi di solito dà il reddito in avanzo a coloro che controllano chi è autorizzato a produrre, cioè i governi o i proprietari terrieri. Appena eletto presidente Ronald Reagan ha portato questi appelli per una politica estera guidata dal mercato al vertice Nord-Sud a Cancun nel 1981 dove, secondo lo storico Michael Franczak, «Reagan promise ai capi di stato presenti che gli investimenti privati e il libero mercato erano la strada più sicura per lo sviluppo, la prosperità e, sì, la democrazia».